# Hôtel des Rohan (Soubise)
L'hôtel des Rohan encore nommé hospice de Soubise, situé sur la commune de Soubise en Charente-Maritime, est un exemple de l'architecture sous Louis XIII.

## Historique
En 1575, Catherine de Parthenay, dernière héritière de la branche cadette de la famille de Parthenay apporte la seigneurie de Soubise en dot lors de son mariage avec René II de Rohan. C'est elle qui fit construire au début du XVIIe siècle ce bel hôtel qui se trouve en face de l’église. Elle est huguenote, et, en 1627, elle et son fils Benjamin de Rohan seigneur de Soubise jouent un rôle dans le Siège de La Rochelle (1627-1628).
L'Hôtel de la seigneurie de Soubise est acheté par le roi Louis XIV en 1690 qui le met en 1691 à disposition des sœurs de saint Vincent de Paul pour y installer un hospice en 1696. Ainsi il sera l'hospice de Soubise pendant un siècle.
Après la Révolution il est durant 180 ans l'école publique de la commune, puis à partir de 1982, l'hôtel de ville.
L'Hôtel a été inscrit monument historique le 8 décembre 1928.

## Architecture

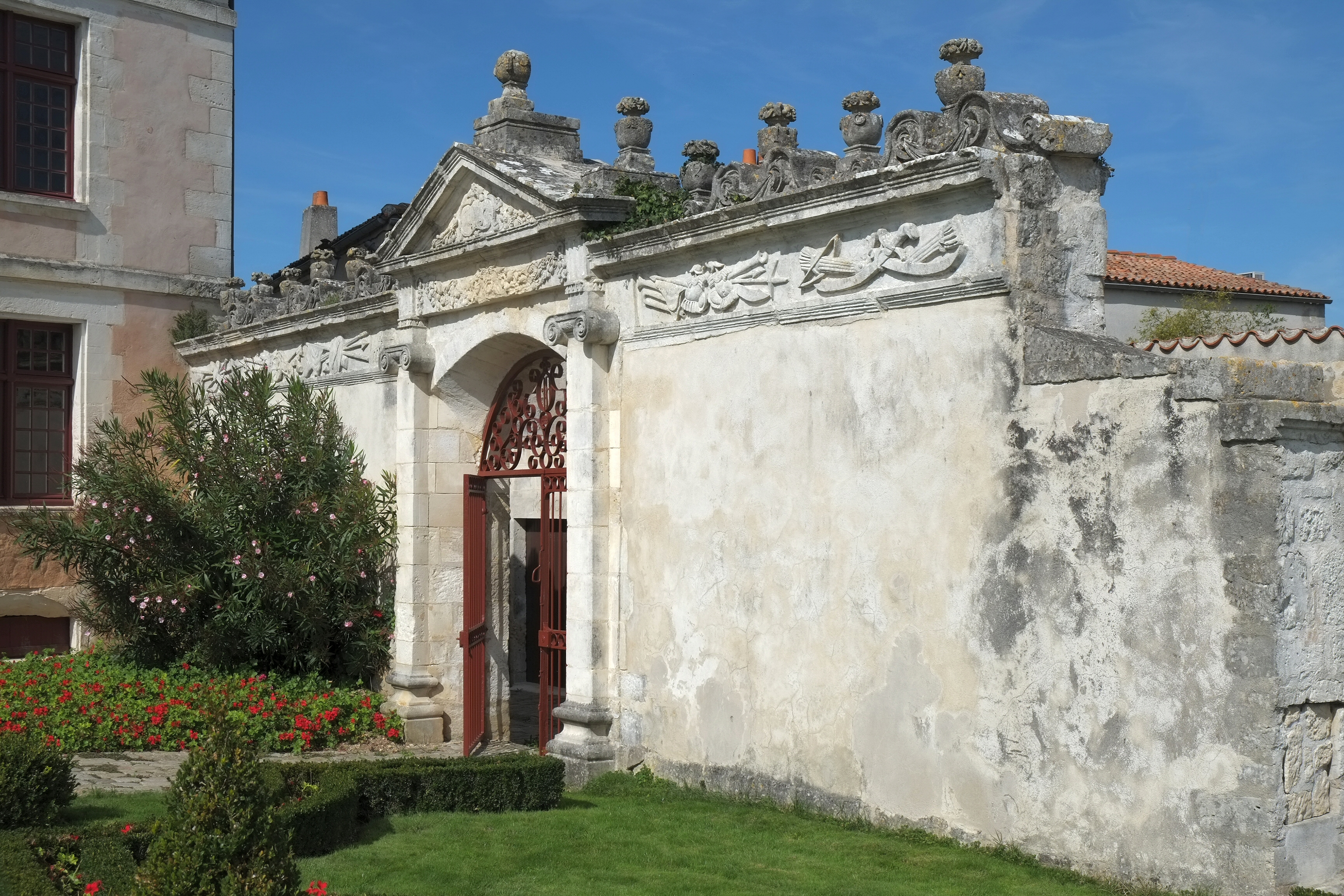
Le portail de l'hôtel des Rohan.

Le portail orné d'un tympan donne sur une plate-bande plantée de sculptures.
Le corps de logis, qui date du XVIIe siècle, est un bâtiment rectangulaire à étages, surmonté d'une toiture de tuiles canal avec cinq lucarnes ornées de frontons sculptés. Celle du centre à fronton triangulaire est plus haute que les quatre autres à fronton arrondi, mais toutes sont surmontées d'acrotères.
La porte est ornée et surmontée d'un arc brisé.